# Sounds
Sounds — британський музичний тижневик, що виходив з 10 жовтня 1970 по 6 квітня 1991 роки.
Від основних конкурентів — New Musical Express і Melody Maker — Sounds відрізнявся більш скромним оформленням, а також орієнтацією на більш жорстку музику: спочатку — на хеві метал (особливо NWOBHM), потім на Oi! — в роки розквіту жанру, коли він практично не мав інших союзників в пресі.
Sounds завжди дещо поступався в популярності NME і MM, але в чомусь час від часу випереджав: саме тут з'явилися перші об'єктивні статті про панк-рок, огляди манчестерської сцени (статті Джона Робба, The Membranes), перше інтерв'ю з Nirvana.
Тижневик припинив своє існування 1991 року, коли компанія 
United Newspapers продала всі свої видання EMAP Metro і остання вирішила його закрити. За іронією долі це сталося в той момент, коли тираж Sounds протягом декількох місяців неухильно зростав.
Саме завдяки Sounds був створений «метал»-журнал Kerrang!, який спочатку виходив як додаток. У числі відомих музичних фахівців, які співпрацювали з Sounds, були Гаррі Бушелл, Джон Піл, Джефф Бартон, Томмі Удо, Керолайн Кун, Джон Робб, Джон Севідж, Стів Ламак, Кейт Кемерон.